# 루이앙투안 다르투아
루이 앙투안 드 아르투아(프랑스어: Louis-Antoine d’Artois)는 1775년 8월 6일 프랑스 베르사유에서 태어나 1844년 6월 3일 오스트리아 괴르츠(현 이탈리아 고리치아)에서 사망한 프랑스 왕세손이자 앙굴렘 공작(1775-1824)으로, 훗날 샤를 10세가 되는 아르투아 백작 샤를필리프 드 프랑스와 마리아 테레사 디 사보이아 왕녀 사이에서 태어난 프랑스 왕가의 왕자이다. 그는 이후 프랑스 왕세자(1824-1830) 루이 앙투안 드 프랑스(Louis-Antoine de France)로, 뒤이어 마른 백작(1830-1844)으로, 1836년부터는 루이 드 프랑스(Louis de France)로 불렸다.
7월 혁명(1830년) 동안 아버지 샤를 10세가 퇴위한지 얼마 안되어 루이앙투안은 조카 앙리 다르투아를 위하여 스스로 왕위 계승권을 포기하였다. 뒤이어 루이앙투안은 마른 백작이라는 명목상 작위를 갖고 망명에 떠났다. 아버지가 사망할 때(1836)부터 자신이 사망할 때(1844)까지 루이앙투안은 카페 가문의 연장자이자 부르봉가의 수장으로서, 프랑스 왕위를 주장하며 왕당파에게는 루이 19세(Louis IX)라는 이름으로 인정받는다.
루이앙투안은 왕으로서 퇴위한 것이 아닌 왕세자로서의 권리를 포기했을 뿐이고 의회에 의해서건 의원들이 선출한 장군에게서건 왕으로 인정받거나 공표되지 않았으므로 그가 헌법상으로 “루이 19세”인 적은 한번도 없었다. (비록 이 권리 포기를 퇴위로 여긴 일부 주장이 있지만.)

## 결혼
1799년 6월 10일, 루이앙투안은 러시아 미타우 궁 에서 루이 16세와 마리 앙투아네트의 딸로 루이앙투안에게는 친사촌인 마리 테레즈 드 프랑스와 혼인했다. 둘 사이에 자식은 없었다.